# بیس-تام
بیس-تام (به انگلیسی: Bis-TOM) با فرمول شیمیایی C۱۲H۱۹NS۲ یک ترکیب شیمیایی است. که جرم مولی آن ۲۴۱٫۴۲ g/mol می‌باشد.